# Stacketorps kyrkoruin
Stacketorps kyrkoruin ligger i Norra Vånga socken ursprungligen i Stacketorps socken, inom nuvarande Vara kommun. En jordkulle utpekade platsen för den gamla kyrkan som blev föremål för en utgrävning sommaren 1968. Undersökningen utfördes av Nils Fredrik Beerståhl, vars syfte var att fastställa kyrkans läge och form.  
Av kyrkobyggnaden återstår en låg rektangulär stengrund som mäter 10 X 6,5 meter invändigt. Byggnadsrester efter kor eller absid saknas helt. Murarna kvarstår till 1 meter i höjd. De anses slarvigt lagda och består av stora och små block om varandra utan ordentligt bindemedel. Ingången har varit mitt på östra (?) långväggen. 
Anläggningen verkar vara byggd under sen medeltid och har i så fall endast varit i bruk några få årtionden. De få lösfynd som påträffats kan inte bidra till ytterligare datering. Detta gäller även de gravar som närmare undersökts.

Kyrkan omnämns i en handling på 1300-talet, samt i en handling från år 1540 där den sägs vara avlagd.

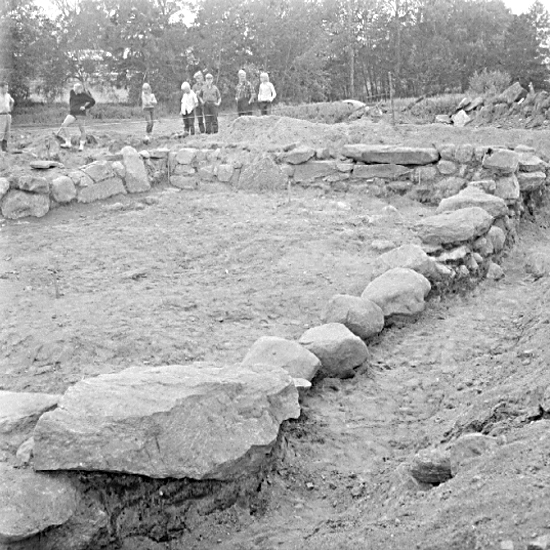
Kyrkoruinen 1968
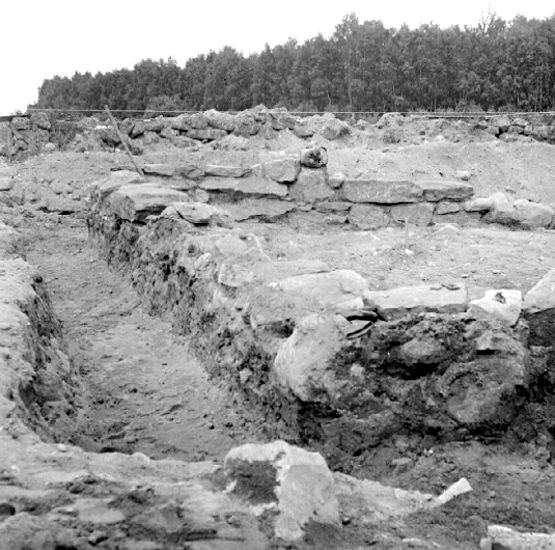
Ruinen 1968, dokumenterat av Beerståhl.